# Friedrich Cerha
Friedrich Paul Cerha (17. února 1926 Vídeň – 14. února 2023) byl rakouský hudební skladatel a dirigent. Byl považován za jednoho z nejvýznamnějších skladatelů Evropy. Do uměleckého povědomí vstoupil dokončením Bergovy opery Lulu.

## Biografie
V roce 1946 započal studium na vídeňské Univerzitě hudebních a dramatických umění, kde studoval housle, hudební skladbu a hudební pedagogiku, a současně s tím na Vídeňské univerzitě – germanistiku, hudební vědu a filozofii. V roce 1950 obdržel doktorský titul za práci „Der Turandot-Stoff in der deutschen Literatur“. Roku 1958 založil společně s Kurtem Schwertsikem Ensemble die reihe, z něhož se stal významný nástroj pro šíření současné klasické hudby v Rakousku.
V roce 1963 se mu narodila dcera Ruth.